# Coppa del mondo VIVA 2009
La Coppa del mondo VIVA 2009 (in inglese VIVA World Cup 2009), terza edizione del torneo mondiale delle nazionali non riconosciute, si è svolta in Padania dal 22 al 27 giugno 2009.
La Padania si è aggiudicata il secondo titolo mondiale, bissando quello dell'edizione 2008.

## Formato
Le squadre partecipanti sono state sei, una in più della precedente edizione tenutasi in Lapponia, divise in due gironi da tre squadre ciascuno. Al termine di essi, le ultime classificate di entrambi i gironi hanno disputato la finale per il 5º-6º posto, le altre squadre si sono affrontate in semifinali incrociate dove la prima di un girone affronta la seconda classificata dell'altro.
La cerimonia inaugurale si è tenuta allo Stadio Silvio Piola di Novara, mentre la finalissima si è giocata allo Stadio Marcantonio Bentegodi di Verona.

## Squadre partecipanti
| Squadra   | Continente | Partecipazioni precedenti | Ultima presenza |
| --------- | ---------- | ------------------------- | --------------- |
| Gozo      | Europa     | nessuna                   | esordiente      |
| Kurdistan | Asia       | 1 (2008)                  | Lapponia 2008   |
| Lapponia  | Europa     | 2 (2006, 2008)            | Lapponia 2008   |
| Occitania | Europa     | 1 (2006)                  | Occitania 2006  |
| Padania   | Europa     | 1 (2008)                  | Lapponia 2008   |
| Provenza  | Europa     | 1 (2008)                  | Lapponia 2008   |

## Città e stadi
| Città   | Stadio                       | Capacità | Eventi               |
| ------- | ---------------------------- | -------- | -------------------- |
| Novara  | Stadio Silvio Piola          | 7 487    | Cerimonia d'apertura |
| Varese  | Stadio Franco Ossola         | 5 761    |                      |
| Brescia | Stadio Mario Rigamonti       | 16 308   |                      |
| Verona  | Stadio Marcantonio Bentegodi | 44 799   | Finalissima          |

## Torneo
Tutti gli orari sono UTC+2

### Fase a gironi

#### Gruppo 1
| Pos | Squadra   | G | V | N | P | GF | GS | DG | Pt | Risultato                               |
| --- | --------- | - | - | - | - | -- | -- | -- | -- | --------------------------------------- |
| 1   | Padania   | 2 | 2 | 0 | 0 | 3  | 1  | +2 | 6  | Qualificate alla fase successiva        |
| 2   | Kurdistan | 2 | 1 | 0 | 1 | 5  | 2  | +3 | 3  | Qualificate alla fase successiva        |
| 3   | Occitania | 2 | 0 | 0 | 2 | 0  | 5  | −5 | 0  | Qualificata alla finale per il 5º posto |

| Novara 22 giugno 2009, ore 21:00              | Padania   | 1 – 0 | Occitania | Stadio Silvio Piola |
| \| \| \| \| \| Piovani 83’ \| Marcatori \| \| |           |       |           |                     |
|                                               |           |       |           |                     |
| Piovani 83’                                   | Marcatori |       |           |                     |

| Varese 23 giugno 2009, ore 21:00                                                       | Occitania | 0 – 4                                                | Kurdistan | Stadio Franco Ossola |
| \| \| \| \| \| \| Marcatori \| 3’ Ali Aziz 38’ 45’ Karzan Abdullah 56’ Ferhad Sediq \| |           |                                                      |           |                      |
|                                                                                        |           |                                                      |           |                      |
|                                                                                        | Marcatori | 3’ Ali Aziz 38’ 45’ Karzan Abdullah 56’ Ferhad Sediq |           |                      |

| Brescia 24 giugno 2009, ore 21:00                                        | Kurdistan | 1 – 2                      | Padania | Stadio Mario Rigamonti |
| \| \| \| \| \| Hamaxan 60’ \| Marcatori \| 5’ Ferrari 66’ (rig.) Ganz \| |           |                            |         |                        |
|                                                                          |           |                            |         |                        |
| Hamaxan 60’                                                              | Marcatori | 5’ Ferrari 66’ (rig.) Ganz |         |                        |

#### Gruppo 2
| Pos | Squadra  | G | V | N | P | GF | GS | DG | Pt | Risultato                               |
| --- | -------- | - | - | - | - | -- | -- | -- | -- | --------------------------------------- |
| 1   | Provenza | 2 | 2 | 0 | 0 | 5  | 2  | +3 | 6  | Qualificate alla fase successiva        |
| 2   | Lapponia | 2 | 1 | 0 | 1 | 8  | 4  | +4 | 3  | Qualificate alla fase successiva        |
| 3   | Gozo     | 2 | 0 | 0 | 2 | 3  | 10 | −7 | 0  | Qualificata alla finale per il 5º posto |

| Novara 22 giugno 2009, ore 17:00                                                             | Gozo      | 1 – 3                                  | Provenza | Stadio Silvio Piola |
| \| \| \| \| \| John Camillieri 73’ \| Marcatori \| 36’ 77’ Enais Hammoud 90’ Eddy Hammami \| |           |                                        |          |                     |
|                                                                                              |           |                                        |          |                     |
| John Camillieri 73’                                                                          | Marcatori | 36’ 77’ Enais Hammoud 90’ Eddy Hammami |          |                     |

| Varese 23 giugno 2009, ore 17:00                                                       | Provenza  | 2 – 1             | Lapponia | Stadio Franco Ossola |
| \| \| \| \| \| Enais Hammoud 37’ Eddy Hammami 55’ \| Marcatori \| 5’ Erik Bertelsen \| |           |                   |          |                      |
|                                                                                        |           |                   |          |                      |
| Enais Hammoud 37’ Eddy Hammami 55’                                                     | Marcatori | 5’ Erik Bertelsen |          |                      |

| Brescia 24 giugno 2009, ore 17:00 | Lapponia  | 7 – 2              | Gozo | Stadio Mario Rigamonti |
| \| \| \| \| \| Svein Ove Thomassen 12’ 16’ 17’ Daniel Reginiussen 52’ 84’ Jon Andreas Eira 48’ Espen Bruer 78’ \| Marcatori \| 79’ 86’ Ch. Bugeja \| |           |                    |      |                        |
| |           |                    |      |                        |
| Svein Ove Thomassen 12’ 16’ 17’ Daniel Reginiussen 52’ 84’ Jon Andreas Eira 48’ Espen Bruer 78’                                                      | Marcatori | 79’ 86’ Ch. Bugeja |      |                        |

### Fase finale
|  | Semifinali | Semifinali | Semifinali |         |           | Finale          | Finale          | Finale          |  |
|  |            |            |            |         |           |                 |                 |                 |  |
|  | Provenza   | Provenza   | 0          |         |           |                 |                 |                 |  |
|  | Provenza   | Provenza   | 0          |         |           |                 |                 |                 |  |
|  | Kurdistan  | Kurdistan  | 6          |         |           |                 |                 |                 |  |
|  | Kurdistan  | Kurdistan  | 6          |         | Kurdistan | Kurdistan       | 0               |                 |  |
|  |            |            |            |         | Kurdistan | Kurdistan       | 0               |                 |  |
|  |            |            | Padania    | Padania | 2         |                 |                 |                 |  |
|  | Padania    | Padania    | Padania    | Padania | 2         | 4               |                 |                 |  |
|  | Padania    | Padania    |            |         |           | 4               |                 |                 |  |
|  | Lapponia   | Lapponia   | 0          |         |           | Finale 3º posto | Finale 3º posto | Finale 3º posto |  |
|  | Lapponia   | Lapponia   | 0          |         |           |                 |                 |                 |  |
|  |            |            |            |         |           |                 |                 |                 |  |
|  |            |            |            |         |           | Provenza        | Provenza        | 4 (4)           |  |
|  |            |            |            |         |           | Provenza        | Provenza        | 4 (4)           |  |
|  |            |            |            |         |           | Lapponia        | Lapponia        | 4 (5)           |  |

|  | Finale 5º posto |           |   |  |
|  |                 |           |   |  |
|  | Occitania       | Occitania | 2 |  |
|  | Gozo            | Gozo      | 1 |  |

#### Finale 5-6º posto
| Arbitro: | Alfonso Poggipolini |

|                            |           |                 |
| Marc Ballue Julien Cantier | Marcatori | John Camillieri |

#### Semifinali
| Varese 25 giugno 2009, ore 17:00                                                                                              | Provenza  | 0 – 6                                                                                       | Kurdistan | Stadio Franco Ossola |
| \| \| \| \| \| \| Marcatori \| 56’ 80’ Karzan Abdullah 16’ Ferhad Sediq 6’ Ali Aziz 71’ Sawash Qadir 25’ Persiar Abdulrida \| |           |                                                                                             |           |                      |
| |           |                                                                                             |           |                      |
| | Marcatori | 56’ 80’ Karzan Abdullah 16’ Ferhad Sediq 6’ Ali Aziz 71’ Sawash Qadir 25’ Persiar Abdulrida |           |                      |

| Varese 25 giugno 2009, ore 21:00                                                                                                  | Padania   | 4 – 0 | Lapponia | Stadio Franco Ossola |
| \| \| \| \| \| Emanuele Pedersoli 12’ Alessio Battaglino 38’ Ole Mathis Hætta 40’ (aut.) Giordan Ligarotti 85’ \| Marcatori \| \| |           |       |          |                      |
| |           |       |          |                      |
| Emanuele Pedersoli 12’ Alessio Battaglino 38’ Ole Mathis Hætta 40’ (aut.) Giordan Ligarotti 85’                                   | Marcatori |       |          |                      |

#### Finale 3º posto
| Brescia 26 giugno 2009, ore 21:00 | Provenza             | 4 – 4                                              | Lapponia | Stadio Mario Rigamonti |
| \| \| \| \| \| Enais Hammound Jean-Jarques Matel Benjamin Bennatar \| Marcatori \| Svein Ove Thomassen Daniel Reginiussen Espen Bruer \| \| \| Tiri di rigore 4 – 5 \| \| |                      |                                                    |          |                        |
| |                      |                                                    |          |                        |
| Enais Hammound Jean-Jarques Matel Benjamin Bennatar | Marcatori            | Svein Ove Thomassen Daniel Reginiussen Espen Bruer |          |                        |
| | Tiri di rigore 4 – 5 |                                                    |          |                        |

#### Finale
| Verona 27 giugno 2009, ore 17:00                                           | Kurdistan | 0 – 2                                    | Padania | Stadio Marcantonio Bentegodi |
| \| \| \| \| \| \| Marcatori \| 73’ Andrea D'Alessandro 74’ Andrea Casse \| |           |                                          |         |                              |
|                                                                            |           |                                          |         |                              |
|                                                                            | Marcatori | 73’ Andrea D'Alessandro 74’ Andrea Casse |         |                              |

## Classifica marcatori
5 gol
- Svein Ove Thomassen
- Ennys Hammoud

4 gol
- Karzan Abdullah

3 gol
- Daniel Reginiussen

2 gol
- Christian Bugeja
- John Camillieri
- Ferhad Sediq
- Ali Aziz
- Espen Bruer
- Eddy Hammami

1 gol
- Sawash Qadir
- Persiar Abdulrida
- Mohammed Hamaxan
- Hamaredha
- Erik Bertelsen
- Jon Anders Eira
- Marc Ballue
- Julien Cantier
- Gianpietro Piovani
- Emanuele Pedersoli
- Alessio Battaglino
- Giordan Ligarotti
- Maurizio Ganz
- Emanuele Ferrari
- Andrea D'Alessandro
- Andrea Casse
- Jean-Jarques Matel
- Benjamin Bennatar